# Богојево
Богојево (мађ. Gombos) је насеље у Србији, у општини Оџаци, у Западнобачком округу. Према попису из 2022. било је 1245 становника (према попису из 2002. било је 2120 становника). Налази се 15 km од Апатина.

## Историја
Почетком XVIII века уз обалу Дунава, близу данашњег Богојева, лежало је истоимено насеље српског живља избеглог испод Турака из разних крајева у тек ослобођену Бачку. Богојево се први пут помиње 1713. године у једном документу о плаћању пореза. По свему слично околним насељима са неразвијеним сточарством и земљорадњом. Већ тридесетих година село је имало свештеника, а до 1753. године село је имало култивисане оранице, прве занатлије и механу. 1753. године је донета одлука о премештању српског становништва из Богојева ради колонизације Немаца и Мађара. Требало је да они буду премештени у Парабућ, међутим становници Богојева су пружали отпор Угарској власти. 1760. године село је било празно и Миклош Хорват је добио дозволу од Угарске дворске коморе да насели 200 мађарских и словачких породица у Богојево. Након велике поплаве 1770. године Мађари су населили Богојево. оранице, прве занатлије, цркву и црквењака, механу и механџије стране челебџије расељено је ради колонизације становништва из западних крајева Царевине.
У 19. веку овде је постављена неуобичајена железничка скела за превоз возова преко Дунава, док 1911. није изграђен железнички мост.
У једном новинском чланку из 1937. о Богојеву се говори као о "циганском селу".

## Демографија
У насељу је пописано 696 домаћинстава, а просечан број чланова по домаћинству је 2,51.
У насељу Богојево 2002. живело је 1696 пунолетних становника, а просечна старост становништва износила је 41,5 година (39,8 код мушкараца и 43,2 код жена).
Становништво у овом насељу веома је нехомогено, а у последња четири пописа, примећен је пад у броју становника.
|  |

| Демографија | Демографија | Демографија |
| Година      | Становника  | Становника  |
| ----------- | ----------- | ----------- |
| 1948.       | 2.930       |             |
| 1953.       | 3.053       |             |
| 1961.       | 3.037       |             |
| 1971.       | 2.874       |             |
| 1981.       | 2.557       |             |
| 1991.       | 2.301       | 2.188       |
| 2002.       | 2.120       | 2.240       |
| 2011.       | 1.744       | 1.760       |

| Етнички састав према попису из 2002.‍ | Етнички састав према попису из 2002.‍ | Етнички састав према попису из 2002.‍ | Етнички састав према попису из 2002.‍ | Етнички састав према попису из 2002.‍ |
| ------------------------------------ | ------------------------------------ | ------------------------------------ | ------------------------------------ | ------------------------------------ |
|                                      |                                      |                                      |                                      |                                      |
| Мађари                               | Мађари                               |                                      | 1.154                                | 54,43%                               |
| Роми                                 | Роми                                 |                                      | 374                                  | 17,64%                               |
| Срби                                 | Срби                                 |                                      | 287                                  | 13,53%                               |
| Румуни                               | Румуни                               |                                      | 163                                  | 7,68%                                |
| Хрвати                               | Хрвати                               |                                      | 29                                   | 1,36%                                |
| Југословени                          | Југословени                          |                                      | 27                                   | 1,27%                                |
| Црногорци                            | Црногорци                            |                                      | 8                                    | 0,37%                                |
| Немци                                | Немци                                |                                      | 7                                    | 0,33%                                |
| Словаци                              | Словаци                              |                                      | 2                                    | 0,09%                                |
| Русини                               | Русини                               |                                      | 2                                    | 0,09%                                |
| Муслимани                            | Муслимани                            |                                      | 2                                    | 0,09%                                |
| Украјинци                            | Украјинци                            |                                      | 1                                    | 0,04%                                |
| Руси                                 | Руси                                 |                                      | 1                                    | 0,04%                                |
| Македонци                            | Македонци                            |                                      | 1                                    | 0,04%                                |
| непознато                            | непознато                            |                                      | 35                                   | 1,65%                                |

| Година пописа     | 1948. | 1953. | 1961. | 1971. | 1981. | 1991. | 2002. |
| ----------------- | ----- | ----- | ----- | ----- | ----- | ----- | ----- |
| Број домаћинстава | 925   | 1.009 | 1.024 | 1.059 | 968   | 915   | 841   |

| Број чланова      | 1   | 2   | 3   | 4   | 5  | 6 | 7 | 8 | 9 | 10 и више | Просек |
| ----------------- | --- | --- | --- | --- | -- | - | - | - | - | --------- | ------ |
| Број домаћинстава | 206 | 275 | 162 | 128 | 59 | 8 | 1 | 2 | 0 | 0         | 2,52   |

| Пол    | Укупно | Неожењен/Неудата | Ожењен/Удата | Удовац/Удовица | Разведен/Разведена | Непознато |
| ------ | ------ | ---------------- | ------------ | -------------- | ------------------ | --------- |
| Мушки  | 873    | 300              | 487          | 49             | 33                 | 4         |
| Женски | 903    | 184              | 499          | 180            | 36                 | 4         |
| УКУПНО | 1.776  | 484              | 986          | 229            | 69                 | 8         |

| Пол    | Укупно                    | Пољопривреда, лов и шумарство | Рибарство                            | Вађење руде и камена | Прерађивачка индустрија       |
| ------ | ------------------------- | ----------------------------- | ------------------------------------ | -------------------- | ----------------------------- |
| Мушки  | 382                       | 131                           | 5                                    | 0                    | 50                            |
| Женски | 182                       | 79                            | 0                                    | 0                    | 24                            |
| УКУПНО | 564                       | 210                           | 5                                    | 0                    | 74                            |
| Пол    | Производња и снабдевање   | Грађевинарство                | Трговина                             | Хотели и ресторани   | Саобраћај, складиштење и везе |
| Мушки  | 5                         | 8                             | 17                                   | 6                    | 69                            |
| Женски | 0                         | 0                             | 26                                   | 6                    | 4                             |
| УКУПНО | 5                         | 8                             | 43                                   | 12                   | 73                            |
| Пол    | Финансијско посредовање   | Некретнине                    | Државна управа и одбрана             | Образовање           | Здравствени и социјални рад   |
| Мушки  | 0                         | 5                             | 8                                    | 8                    | 6                             |
| Женски | 1                         | 2                             | 4                                    | 17                   | 7                             |
| УКУПНО | 1                         | 7                             | 12                                   | 25                   | 13                            |
| Пол    | Остале услужне активности | Приватна домаћинства          | Екстериторијалне организације и тела | Непознато            | Непознато                     |
| Мушки  | 3                         | 2                             | 0                                    | 59                   | 59                            |
| Женски | 2                         | 6                             | 0                                    | 4                    | 4                             |
| УКУПНО | 5                         | 8                             | 0                                    | 63                   | 63                            |

## Спорт
У селу је постојао ФК Дунатај Богојево.